# 全国私立リハビリテーション学校連絡協議会
全国私立リハビリテーション学校連絡協議会（ぜんこくしりつリハビリテーションがっこうきょうぎかい）は、私立の理学療法士作業療法士養成施設、言語聴覚士養成所などのリハビリテーション学校によって結成されている団体。

## 活動内容
リハビリテーション学校間の相互の連絡、教育・研究の振興、その他本会の目的を達成するため必要な事項。

## 加盟校
- 理学療法士作業療法士養成施設、言語聴覚士養成所を参照